# Нтой, Андреас
Андреас Ричардос Нтой (греч. Ανδρέας Ριχάρδος Ντόι; род. 2 февраля 2003, Афины) — греческий футболист, защитник клуба «Риу Аве» и сборной Греции.

## Клубная карьера
Нтой — воспитанник клуба «Олимпиакос». В 2021 году игрок дебютировал за дублирующий состав клуба. 9 октября 2022 года в матче против ОФИ он дебютировал в греческой Суперлиге. 30 апреля 2023 года в поединке против «Волоса» Андреас забил свой первый гол за «Олимпиакос». В 2024 году игрок помог клубу выиграть Лигу конференций.
В начале 2025 года Нтой был арендован португальским «Риу Аве». 18 января в матче против лиссабонского «Спортинга» он дебютировал в Сангриш лиге.

## Международная карьера
10 июня 2024 года в матче товарищеском матче против сборной Мальты Нтой дебютировал за сборную Греции.

## Достижения
Клубные
 «Олимпиакос»
- Победитель Лиги Конференций — 2023/24